# 横浜市民防災センター
横浜市民防災センター（よこはましみんぼうさいセンター、英: Yokohama Disaster Risk Reduction Learning Center）は、横浜市消防局が設置した横浜市唯一の防災体験型学習施設。
1983年4月1日開館、2016年4月1日にリニューアルオープン。
4つの役割（防災・減災教育の場、災害時の応急活動拠点、横浜市消防音楽隊の活動拠点、機動特殊災害対応隊の活動拠点）を担う。

## 概要

### 防災・減災教育の場
地震の揺れの体験や、初期消火、煙からの避難体験、水災害体験など様々なコンテンツが体験できる。自治会や小学校、企業の社員研修など、毎年10万人以上の方が来場し、コンテンツを体験するほか、大規模な防災イベントを年に数回開催している。

### 災害時の応急活動拠点
大規模災害発生時には、隣接する沢渡中央公園と一体化した一時避難場所として被災者の応急救護活動拠点となる。また、横浜駅の帰宅困難者一時滞在施設の指定も受けており、駅周辺滞留者の一時的な受け入れを行うほか、その際に配布する水・毛布等の備蓄も行っている。

### 横浜市消防音楽隊の活動拠点
横浜市消防音楽隊の活動拠点であり、同隊の企画する防災ふれあいコンサートの会場となることもある。

### 機動特殊災害対応隊の活動拠点
特別高度救助部隊機動特殊災害対応隊の活動拠点であり、以下の対応隊の拠点である。
- CBRNE災害に対応する機動特殊災害対応隊
- 地下街や密閉空間内での火災に対処する機動高発泡隊
- 長時間にわたる災害や緊急消防援助隊として派遣される際に後方支援に当たる機動支援隊
- 遠距離大容量送水装置の送水車を運用しホース延長車と連携して規模が大きい水利から現場へ送水する機動送水隊（通常時は横浜駅及びみなとみらい地区周辺の火災等の災害に対応する機動消防隊として運用）
- 送水用の大口径ホースを搭載した遠距離大容量送水装置のホース延長車を運用し送水車と連携して送水作業を行う機動延長隊

## 施設
- 1F

受付
災害シアター
地震シミュレーター（最大震度7の揺れが体験可能）
BOSAI CAFE
- 2F

火災シミュレーター（訓練用消火器を使った消火体験と煙からの避難を体験可能）
減災トレーニングルーム
防災ライブラリー / VR自由体験コーナー
横浜ハザードマップ

## 利用案内
- 所在地：神奈川県横浜市神奈川区沢渡4-7
- 開館時間：9時15分から17時
- 休館日：毎週月曜日（祝日に当たる場合は翌日）、年末年始（12月29日から1月3日）
- 入場料：無料

### アクセス
- 横浜駅西口 徒歩10分
- 「鶴屋町3丁目」徒歩3分
- 「市民防災センター前」徒歩1分